# San Antonio, Teksas
San Antonio je drugo največje mesto v ameriški zvezni državi Teksas in sedmo največje v ZDA. Leži v južnem Teksasu in je kulturno in geografsko središče ameriškega jugozahoda. San Antonio ima več kot 1,3 milijona prebivalcev in je med najhitreje rastočimi ameriškimi mesti. Celotno velemestno območje je z dobrima dvema milijonoma prebivalcev tretje po velikosti v Teksasu (za Dallasom in Houstonom).
San Antonio nosi ime po svetem Antonu Padovanskemu, dali pa so mu ga španski raziskovalci, ko so prvič obiskali ta kraj na njegov god 13. junija 1691. Gradnja prve vojaške utrdbe se je začela leta 1716, dve leti kasneje pa so se tod naselili prvi vojaki in njihove družine. Mesto je bilo vse od svoje ustanovitve pomembno vojaško oporišče. Na ozemlju današnjega mesta j stala trdnjava Alamo, znana po bitki za Alamo, enem najpomembnejših poglavij v teksaški revoluciji. Tudi danes je v mestu in okolici več pomembnih vojaških objektov, med njimi kar tri zračne baze in več vojašnic.
Bogata kulturna dediščina mesta, dva zabaviščna parka in najstarejši muzej moderne umetnosti v Teksasu privabijo v mesto okoli 26 milijonov turistov letno.

## Pobratena mesta
San Antonio je pobraten z osmimi mesti:
- Monterrey, Mehika
- Guadalajara, Mehika
- Chennai, Indija
- Kumamoto, Japonska
- Gwangju, Južna Koreja
- Las Palmas, Španija
- Santa Cruz de Tenerife, Španija
- Kaohsiung, Tajvan